# Matthias Thurow
Matthias James Thurow (* 25. August 1949 in Tübingen) ist ein deutscher Musiker (Gitarre, Bass, Keyboards, Synthesizer, auch Geige, Sitar) und Komponist, der sich von der Rock- zur Ambientmusic entwickelte und auch im Bereich von Theater- und Filmmusiken hervorgetreten ist.

## Leben und Wirken
Thurow spielte Ende 60er Jahren als Gitarrist in der Schülerband Royal Servants; aus ihr entstand die Krautrock-Band Eulenspygel, die als eine der ersten deutschen Rockbands mit deutschen Texten arbeitete. Nach den ersten beiden Eulenspygel-Alben 2 und Ausschuss stieg er aus, wechselte an den Bass und arbeitete in Wolfgang Dauners Fusionband Et Cetera. Daneben wirkte er beim Dave Pike Set und bei Attila Zoller.
Während des Studiums der Literaturwissenschaft und Politologie an der Universität Tübingen arbeitete Thurow für das Fernsehen. Er verfasste Beiträge und Drehbücher und komponierte Filmmusik. Gemeinsam mit Melchior Schedler, Wolfgang Dauner und Fred Braceful entstand für die ARD 1974 die vierteilige Fernsehreihe Glotzmusik. Ab 1976 begann Thurow für das Theater zu arbeiten; mehr als 100 Kompositionen trug er zu verschiedenen Bühnenstücken bei. Zwischen 1978 und 1982 leitete Thurow die Schauspielmusik im Landestheater Esslingen. Daneben war er mit seinem Rockprojekt Turo’s Tutti unterwegs und legte die LP Halbzeit vor. Dann begann er mit der Arbeit an computerakustischer Musik. 1982 legte er als Turo das Album Agent Orange vor; der Titelsong schaffte es auf mehrere NDW-Anthologien.
Thurow arbeitete weiter für das Theater, Radio, Fernsehen und Film. Daneben erschienen auf dem Erdenklang-Label von Ulrich Rützel die Alben Cornucopia und Melancholia. Ende der 1990er Jahre zog er nach Italien. 2005 veröffentlichte er das Album Ich bin – wiederum vollständig selbst eingespielt. Weiterhin ist er auf Alben von Friedemann, Anita Sarawak und Peter Rübsam zu hören.

## Diskographie (Auswahl)
- Cornucopia (Erdenklang 1984)
- Melancholia (Erdenklang 1986)
- Marabouts Visible Landscapes (Blue Flame Records 1999)
- Ich bin (Cps Records 2005)